# 环氯胍
环氯胍（英語：Cycloguanil），又称氯胍三嗪或氯苯三嗪，化学上是一种胺缩醛，药理学上属二氢叶酸还原酶抑制剂，是抗疟疾药物氯胍的经肝脏细胞色素P450代谢产物，并被认为是氯胍在体内发挥抗疟作用的活性成分（即氯胍是环氯胍的前体药物）。然而最新研究表明，在抗疟药物马拉隆（Malarone，即复方氯胍/阿托伐醌）中，氯胍与阿托伐醌虽然有协同作用，但代谢成环氯胍后对阿托伐醌是拮抗的，表明氯胍与环氯胍不同，除了抑制二氢叶酸还原酶之外，可能还具备另一种抗疟作用机制。
尽管环氯胍目前并未被广泛用作抗疟药，但随着现有抗疟药物的耐药性不断增强，人们对环胍与其他药物联合使用的研究重新产生了兴趣。

## 合成

合成方法:，专利技术:

环氯胍制备路线如图，采用对氯苯胺(1)与双氰胺(2)反应得到对氯苯基双胍 (3)，对氯苯基双胍在丙酮作用下发生缩合即可得到环氯胍。 